# Лефевр, Теодор
Теодор Лефевр (17 января 1914, Гент, Бельгия — 18 сентября 1973, Волюве-Сен-Ламбер, Бельгия) — бельгийский политический деятель, премьер-министр Бельгии (1961—1965).

## Биография
Получил юридическое образование и кандидатскую степень, работал адвокатом в Генте.
В 1946—1971 гг. — депутат палаты представителей парламента Бельгии от Христианской народной партии (ХНП).
В 1950—1961 гг. — председатель ХНП.
В 1960—1965 гг. — председатель объединения политических партий «Всемирный христианско-демократический союз», предшественника Европейской народной партии.
В 1958 г. ему было присвоено почетное звание государственного министра.
В 1961—1965 гг. — премьер-министр Бельгии. Его правительство провело реформы высшего образования, налоговой системы, страхования. Были приняты новые законы в сферах общественной безопасности (в том числе и о «Поддержании порядка», ограничивающие право трудящихся на забастовку) и статуса парламентских фракций, а также был достигнут языковой компромисс для Брюссельского столичного региона. Хотя законы 1962 и 1963 гг. установили точную лингвистическую границу, но противостояние сохранилось, а региональная обособленность только усилилась. И фламандцы, и валлоны выступали против дискриминации при приеме на работу, а в университетах Брюсселя и Лувена вспыхнули волнения, что в конце концов, привело к разделению университетов по языковому принципу.
В 1968—1971 гг. — министр без портфеля, отвечающий за развитие науки и научных программ.
После избрания в 1971 г. в Сенат являлся государственным секретарем по научному развитию и научным программам.